# Алсено
Алсено (итал. Alseno) је насеље у Италији у округу Пјаченца, региону Емилија-Ромања.
Према процени из 2011. у насељу је живело 1951 становника. Насеље се налази на надморској висини од 82 м.

## Становништво
Према резултатима пописа становништва 2011. у општини је живело 4.823 становника.
| 1931. | 1936. | 1951. | 1961. | 1971. | 1981. | 1991. | 2001. | 2011. |
| ----- | ----- | ----- | ----- | ----- | ----- | ----- | ----- | ----- |
| 6.083 | 6.032 | 6.013 | 4.933 | 4.310 | 4.492 | 4.566 | 4.661 | 4.823 |